# Kalopolynema mizelli
Kalopolynema mizelli is een vliesvleugelig insect uit de familie Mymaridae. De wetenschappelijke naam is voor het eerst geldig gepubliceerd in 2002 door Triapitsyn & Berezovskiy.